# Cronologia de desastres naturais nos Açores
A história dos Açores é marcada por um conjunto de calamidades naturais que moldaram profundamente a vivência dos açorianos e estão na base de muitos dos seus cultos e festividades. Para se compreender a história dos Açores é preciso conhecer-se a incidência desses acontecimentos.

## 1401-1500
- c. 1432 — Início do povoamento dos Açores.
- 1439?-1444? — Erupção vulcânica nas Sete Cidades, São Miguel - Não há notícias seguras sobre esta erupção nem uma data precisa para a sua ocorrência. Segundo Gaspar Frutuoso, os navegantes que se dirigiam a São Miguel, logo após a sua descoberta, encontraram a topografia da parte oeste da ilha modificada e no mar flutuavam troncos e pedra pomes. Os colonos que ficaram na Povoação sentiram estrondos e tremores de terra: "morando os descobridores em suas cafuas de palha e feno, ouviram quase por espaço de um ano tão grande ruído, bramidos e roncos que dava a terra com grandes tremores ainda procedidos da subversão e fogo do pico antes sumido".
- 1460? — Erupção vulcânica nas Sete Cidades, São Miguel - Não há notícias seguras sobre esta erupção, não se conhecendo a localização precisa e os efeitos produzidos.

## 1501-1600
- 1522 — Subversão de Vila Franca do Campo (sismo e deslizamento de terras), São Miguel - Na noite de 21 para 22 de Outubro de 1522, um violento sismo provocou um grande deslizamento de terras nas encostas sobranceiras a Vila Franca do Campo, causando o soterramento da maior parte da vila, então capital de São Miguel.[1]

O efeito combinado do sismo e do soterramento provocou a morte a milhares de pessoas. O sismo causou ainda mortes em muitas outras povoações de São Miguel e também grandes deslizamentos de terras na Maia, e região circunvizinha, e em Ponta Garça. A tragédia de Vila Franca inspirou muitos escritos e pelo menos um romance de raiz oral intitulado Romance que se Fez d'Algumas Mágoas, e Perdas que Causou o Tremor de Vila Franca do Campo, editado por Teófilo Braga.
- 1523-1530 — Epidemia de peste causa milhares de mortes em São Miguel - Entre os anos de 1523 e 1530 grassou em São Miguel uma epidemia de peste que causou alguns milhares de mortes e obrigou ao isolamento da ilha durante vários anos. A epidemia também atingiu o Faial, embora sem graves consequências. Esta epidemia contribuiu para o enraizamento do culto ao Divino Espírito Santo.
- 1538 — Erupção vulcânica ao largo da Ferraria, São Miguel - Neste ano houve uma erupção submarina nas proximidades da costa da Ponta da Ferraria que durou 25 dias. Da erupção resultou o aparecimento de um ilhéu de "quase uma légua de circunferência", que logo desapareceu. Não há registo de prejuízos em terra.
- 1547 — Sismo no noroeste da Terceira - A 17 de Maio deste ano um forte sismo provocou avultados danos no Raminho (então Folhadais), Altares e Biscoitos. Um relatório enviado ao Rei, presumivelmente pelo corregedor Gaspar Touro, diz: "Algumas casas caíram e outras abriram por muitos lugares, e estão de maneira que não ousam dormir nas casas, e em especial foi mais isto do cair e abrir das casas da banda do norte, e morreram algumas pessoas". Diz ainda: "não ficou casa que não caísse ou abrisse, quer novas quer velhas, e as paredes das vinhas e pomares dos Biscoitos todas caíram".
- 1562-1564 — Erupção vulcânica na Prainha do Norte, ilha do Pico - Em 21 de Setembro de 1562, após prolongado tremor de terra, que terá durado um "terço de hora", acompanhado de grande estrondo, & logo em hum lago, & por cinco bocas arrebentou tal fogo, que delle, & de polme ardente correo huma ribeyra por espaço de huma légoa, até se meter no mar do Norte, & no mesmo mar formou, com entrada nelle de hum tiro de arcabuz, aquele grande caes de pedraria abrazada, […] e affirma o douto Fructuoso, que foi taõ grande o fogo, que todas as mais Ilhas Terceyras se allumiaraõ com elle, & até na de São Miguel fez da escura noyte claro dia, diz o padre António Cordeiro na sua História Insulana das Ilhas a Portugal Sugeytas no Oceano Occidental (pg. 477 da edição princeps). Existe também uma interessante descrição, escrita por um contemporâneo, que da vila das Velas, São Jorge, observou o fenómeno.
- 1563 — Erupção vulcânica na Lagoa do Fogo, São Miguel - A erupção iniciou-se a 29 de Junho, sendo precedida de pelo menos 5 dias de violentos sismos que provocaram enorme destruição na ilha de São Miguel. A actividade foi do tipo pliniana, de extrema violência, cessando a 3 de Julho, não sem ter causado muitas mortes e enorme destruição. As emissões eram projectadas a uma altura tal que eram visíveis do Grupo Central, a cerca de 200 km de distância.
- 1563 — Erupção vulcânica do Pico do Sapateiro, ilha de São Miguel - Quase em simultâneo com a erupção da Lagoa do Fogo, ocorreu uma erupção estromboliana no Pico do Sapateiro, freguesia da Ribeira Seca. Este pico é um domo traquítico localizado sobre uma das falhas do graben da Ribeira Grande, onde até então existia uma lagoa. A erupção emitiu grande volume de lavas, de composição basáltica, muito fluídas, que soterraram parte da Ribeira Seca, incluindo um chafariz que hoje está à vista incrustado na formação rochosa. A erupção durou até Setembro. O historiador Manuel Luís Maldonado escreveu uma detalhada descrição desta erupção, incluída na obra "Fenix Angrence".
- 1564 — Erupção vulcânica na Lagoa do Fogo, São Miguel - A erupção iniciou-se a 13 de Fevereiro e foi de curta duração, não tendo causado estragos. Provavelmente foi uma manifestação freatomagmática.
- 1571 — Crise sísmica causa graves danos em Angra - A partir do mês de Junho desencadeou-se uma crise sísmica centrada a SE da Terceira, provavelmente no Banco D. João de Castro. Para além da Terceira, os sismos eram sentidos em São Miguel, tendo sido, mesmo, notados por um navio que navegava nas proximidades. Um testemunho coevo, em carta escrita em Angra a 2 de Agosto de 1571, diz que o temor na ilha era muito, pois "a qual ha perto de dous meses que treme, e posto que agora são iá raros os tremores, dia ouue, em que por espaço de seis oras tremeo 10 uezes, e dia de 18 uezes, e os abalos eram tam grandes que derribarão algumas casas, e muitas chaminés, e abrirão as mais das casas, e maiores desta cidade, e cairão grandes pedaços de rochas, das que estão ao longo do mar; os temores durauão tanto espaço, que a gente que então se achaua em as casas tinhão tempo para sair fora, e o tremor não sesaua".

- 1580 — Erupção do vulcão da Queimada, ilha de São Jorge - Na noite de 28 de Abril a terra tremeu 30 vezes e 50 no dia seguinte. No dia 1 de Maio os tremores recrudesceram e nesse mesmo dia ocorreu uma explosão vulcânica no cimo da encosta sobranceira à Queimada. Outra explosão ocorreu posteriormente no alto da Ribeira do Nabo, 2 km a leste da inicial. Outra emissão de lavas teve a sua origem junto à Ribeira do Almeida. A erupção durou 4 meses com emissão de grandes correntes de lava que atingiram o mar e de muitas cinzas que recobriram a ilha, atingindo mesmo a Terceira. Uma nuvem ardente matou pelo menos 10 pessoas. Mais de 4000 cabeças de gado pereceram de fome e devido aos gases e cinzas que destruíram as pastagens.

- 1588 — Grandes inundações em São Bento e Porto de Pipas, Terceira - A 26 de Fevereiro chuvas muito intensas provocaram grandes cheias em São Bento. As águas seguiram uma canada em direcção ao Porto de Pipas, lugar onde destruíram as muralhas soterrando algumas embarcações ali varadas.
- 1588 — Inundações nas Velas, ilha de São Jorge - A 8 de Novembro, ocorreu nas Velas uma enxurrada que "levou muita gente ao mar e alagou muitas casas", dando origem a um romance popular.
- 1589 — Um raio mata duas pessoas na Terceira - A 26 de Setembro, durante uma tempestade (provavelmente um ciclone tropical), um raio atingiu uma casa palhoça na Serra de Santiago, Praia, matando o proprietário e um soldado castelhano que lá estava hospedado.
- 1591 — Sismo sentido em São Miguel e na Terceira - Em consequência de um sismo ficaram arruinados muitos edifícios, especialmente em Vila Franca do Campo e Água de Pau, povoação onde ficaram arruinadas as melhores casas. O Rei concedeu 150 000 reis para ajuda à reconstrução. O sismo foi também sentido na Terceira, onde a terra tremeu quatro vezes e parecia querer "subverter-se".
- 1593 — Mau ano agrícola provoca fome na Terceira e S. Jorge - O ano de 1593 foi um mau ano agrícola, o que associado às consequências da guerra de 1580-1583, do saque e dos pesados tributos para manutenção da força de ocupação castelhana, causou miséria e fome generalizada entre a população rural da ilha. Há notícia de terem morrido muitas pessoas de fome. Em São Jorge também se morreu de fome neste ano.
- 1599-1600 — Peste bubónica provoca cerca de 7 000 mortos na Terceira - O ano de 1599 ficou conhecido como o "ano do mal" já que uma epidemia de "antrazes" (peste bubónica) dizimou boa parte da população da ilha, apenas poupando poucas localidades. Foi um dos anos mais trágicos da história da ilha Terceira, encerrando uma época na qual em menos de duas décadas, para além da doença, a guerra, com o terrível saque e mortandade que se seguiu à entrada em Angra das forças castelhanas, e a fome marcaram a sua presença.

## 1601-1700
- 1606 — Inundações nas Velas, ilha de São Jorge - Em Fevereiro grandes chuvadas provocaram grandes danos na vila de Velas. Muitas ruas ficaram "de modo que se não podia andar a pé".
- 1608 — Grandes inundações em Angra, Terceira - A 11 de Fevereiro, pelas 9 horas da noite começou a chover intensamente em Angra, situação que se manteve durante toda a noite. Pela madrugada a chuva intensificou-se, provocando o extravasamento da Grota de Santa Luzia. As águas correram pela Rua da Miragaia, dividindo-se pelas Ruas do Marquês e do Palácio (que então era da Natividade), todas confluindo na Rua Direita. A corrente derrubou as muralhas do portão do porto (a "famosa" Porta do Mar), provocando a morte a 19 pessoas e arrastando consigo várias casas, destruindo o recheio de muitas mais. Os prejuízos foram avaliados "na melhora de seis mil cruzados".
- 1613 — Ano da esterilidade das ervas - morte dos gados por falta de alimento - Neste ano uma combinação de seca e de vendavais no Inverno e primavera levaram a uma situação dramática de falta de alimento para os gados. Morreram muitos animais e a fome atingiu as classes mais pobres. Para cúmulo do azar, um raio matou um lavrador dos Altares (Terceira). Terá sido um ano de La Niña.
- 1614 — Primeira Caída da Praia - terramotos de 9 de Abril nas Fontinhas e de 24 de Maio na Praia, Terceira - A 9 de Abril um sismo destruiu quase totalmente a freguesia das Fontinhas e provocou grandes danos nas freguesias vizinhas. A 24 de Maio um sismo de grande magnitude destruiu quase totalmente as freguesias de Agualva, Vila Nova, Lajes e Santa Cruz da Praia, provocando 200 mortos e muitos feridos. Houve grande movimento da falha norte do graben das Lajes, com o aparecimento de grandes fissuras no solo, grandes desmoronamentos e o abatimento generalizado do terreno na zona do Ramo Grande. Francisco Ferreira Drummond descreve nos Anais da Terceira a Caída da Praia e reconstrução que se lhe seguiu com grande pormenor. Apesar das medidas então tomadas, a reconstrução foi um processo lento e penoso.[2]
- 1630 — Erupção das Furnas, ilha de São Miguel: o "ano do cinzeiro" - A erupção do Cinzeiro, do tipo pliniano, iniciou-se a 3 de Setembro de 1630, precedida por violentos sismos. Há notícia de terem morrido 191 pessoas e de ter havido enorme devastação devido aos sismos e à deposição de material pomítico. A nuvem de cinza foi tão densa que foram necessárias tochas durante o dia e em todas as ilhas ficou a vegetação recoberta de cinza (mesmo nas Flores a 360 km de distância). A pedra pomes flutuante impedia a navegação nas proximidades da ilha de São Miguel. A erupção foi acompanhada de manifestações vulcânicas no mar e na zona onde hoje se localiza o lugar do Fogo e as fumarolas da Ribeira Quente. Provocou também gigantescos deslizamentos de terras na costa sul da ilha de São Miguel.
- 1630 — Deslizamento do Castelo, ilha de São Miguel - Em 1630 ocorreu um gigantesco deslizamento de terras naquilo que hoje é a extremidade oeste da "fajã" onde se localiza a povoação da Ribeira Quente, ilha de São Miguel. O deslizamento de terras atingiu o mar em torno do lugar hoje denominado Castelo e deu origem à atual Ponta da Albufeira. Este deslizamento está associado à erupção das Furnas, do mesmo ano.
- 1636 — Furacão atinge a Terceira - No dia 3 de Agosto uma forte tempestade atingiu a ilha Terceira causando graves danos.
- 1638 — Erupção submarina ao largo da Candelária, ilha de São Miguel - Erupção surtseyana, iniciada a 3 de Julho, localizada a cerca de 2 km da Ponta da Candelária. Durou 25 dias e produziu uma ilha de forma anelar, com "légua e meia de comprimento", que o mar desmoronou no Inverno seguinte, deixando apenas um baixio no local. Durante a erupção o fedor a enxofre sentia-se a oito léguas de distância e morreram tantos peixes que davam para "carregar oito naus da Índia".
- 1641 — Grande enchente de mar (maremoto?) nas Velas, ilha de São Jorge - A 21 de Dezembro "empolgou-se o mar de tal sorte que dominando o Monte dos Fachos, com três mares" provocou grande destruição na vila, ferindo 50 pessoas e arrastando ao mar muitos bens. Terá sido um maremoto?
- 1647 — Crise sísmica na Terceira e mau ano agrícola em todas as ilhas - Desde finais de Dezembro do ano anterior até Julho a Terceira foi atingida por uma violenta crise sísmica que provocou o pânico em Angra e um invulgar fervor religioso. Para além dos sismos, uma situação climática muito desfavorável para a produção de trigo - Inverno seco e primavera tardia e chuvosa - levou a que a ervilhaca e outras infestantes dominassem o trigo: o resultado foi o excessivo encarecimento daquele cereal e a fome generalizada. O ano ficou conhecido pelo "ano da fome e dos terramotos". Em São Jorge as Câmaras tiveram de intervir para evitar a fome.
- 1649 — Uma tempestade provoca o naufrágio de 4 navios em Angra; sismo na Terceira - Uma tempestade com fortes ventos de SE provocou a perda de 4 navios em Angra, com um número indeterminado de vítimas. Um pequeno sismo atingiu a Terceira. Contudo, foi um ano célebre pela boa produção de vinhos.
- 1652 — Erupção do Pico do Fogo, São Miguel - Após uma semana de violentos sismos, que fizeram grandes estragos na Lagoa e em partes de Ponta Delgada, a 19 de Outubro iniciou-se uma erupção estromboliana, embora com episódios vulcanianos, próximo de um cone já existente, criando um novo cone de bagacinas. Uma escoada de lava basáltica aproximou-se das Calhetas e outra do lugar dos Portões Vermelhos. A erupção durou 15 dias e produziu grandes estragos.
- 1656 — Terramoto de 18 de Outubro de 1656, na ilha de São Miguel - Naquele dia, pelas duas horas da madrugada houve vários sismos, e no dia seguinte, pelas sete horas da tarde, houve um tão forte que abalou as casas a ponto de os seus moradores as abandonarem.
- 1656 — Epidemia de varíola na Terceira - Uma epidemia de varíola, as temidas bexigas, matou quase todas as crianças com menos de 3 anos na Terceira e atingiu quase toda a população com idade inferior a 15 anos, provocando muitas mortes, deformidades e cegueira. Foi o "ano das bexigas".
- 1668 — Tempestade causa grandes prejuízos na Calheta, ilha de São Jorge - A 23 de Novembro uma violenta tempestade provocou "tal alteração de mar que este entrou pela dita vila derrubando casas" e obstruindo o porto com penedia.
- 1672 — Erupção vulcânica no Faial, que ficou conhecido pelo Vulcão do Cabeço do Fogo - Na noite de 13 de Abril, com cinco sismos seguidos, iniciou-se uma crise sísmica na ilha do Faial. O número de sismos foi crescendo nos dias seguintes até que na noite de 23 para 24 de Abril, num ermo entre a Praia do Norte e os Cedros, se iniciou uma erupção. A erupção destruiu algumas casas, recobrindo de lava muitos campos. Os sismos associados produziram grandes danos em casas e igrejas. Dois homens que se aventuraram nas proximidades do centro eruptivo morreram. A Câmara fez voto perpétuo de celebrar no dia de Pentecostes solene cerimónia em honra do Divino Espírito Santo se a erupção parasse. Parte dos sinistrados emigrou para o Maranhão, Brasil.
- 1678 — Falta de cereais causa desaguisado entre as Câmaras da ilha de São Jorge e da ilha do Pico - Mais uma vez um mau ano agrícola torna escassos os cereais pelo que as câmaras de São Jorge e Pico se vêm na necessidade de proibir a sua exportação.
- 1682 — Erupção submarina frente à Ferraria, ilha de São Miguel - A erupção deu-se a 4 léguas da Ponta da Ferraria e "na semana seguinte como foi visto da Praia de Angra e do lugar dos Mosteiros, queimando quantidade de peixe, que veio à costa. E um caravelão vindo de Angra por esta parte, com pedra-pomes não pôde passar".
- 1690 — Grande tempestade e um sismo causam o pânico na Terceira - Uma grande tempestade abateu-se sobre a ilha no dia de Páscoa (26 de Março), provocando a queda de chaminés, o destelhamento das casas, a destruição das casas "palhoças" que existiam nos "bairros" da cidade e um naufrágio na baía de Angra. No dia 5 de Abril seguinte, ainda com os angrenses mal refeitos do susto da tempestade, um sismo, longo mas pouco intenso, causou uma onda de pânico, que associada às memórias recentes da erupção na ilha do Faial (1672) e da caída da Praia (1614), conduziu à multiplicação das procissões, preces contínuas e auto-flagelações. Esta histeria colectiva atingiu o seu paroxismo quando correu o boato que a ilha seria destruída no dia 15 de Abril. No caso parecem ter tido influência o Padre Secretário da Visita Frei Francisco da Cruz, da província franciscana da Arrábida, e o Reverendo Padre Mestre Tomás Arnão, da Sagrada Companhia de Jesus, que ao tempo da erupção de 1672 residia no Colégio da Horta, ilha do Faial. Felizmente, e apesar do susto e das mortificações, a ilha sobreviveu, tendo-se celebrado as festas do Senhor Espírito Santo com a necessária alegria. Afinal os terceirenses não mudaram muito nos últimos 300 anos …
- 1698 — Crise sísmica na Terceira - Em Outubro desencadeou-se uma violenta crise sísmica na Terceira, causando o pânico entre a população. Após se ter organizado uma procissão com o Senhor Santo Cristo da Misericórdia de Angra, os sismos cessaram, o que foi considerado um milagre. Conheça o origem da devoção ao Santo Cristo da Misericórdia de Angra e as muitas calamidades que levaram a que os terceirenses a ele recorressem.

## 1701-1800
- 1713 — Inundações na vila de Velas, ilha de São Jorge - A 10 de Dezembro deste ano, chuvas muito intensas na zona entre a Urzelina e os Rosais provocaram grandes inundações, destruindo 27 casas na vila de Velas. A Ribeira do Almeida veio tão carregada de caudal sólido que criou uma praia que permitia a passagem a pé entre a vila e a Queimada.
- 1713 — Erupção de lamas e gases do Pico das Camarinhas, ilha de São Miguel - Após várias semanas de contínuos abalos, em finais de Dezembro de 1713 apareceram nas faldas do Pico das Camarinhas "lamas quentes" e gases, tendo a manifestação vulcânica ficado por essa fase. A crise sísmica destruiu muitas casas nos Ginetes, Mosteiros e Candelária.
- 1713-1714 — Mau ano agrícola, fome e peste - Um mau ano agrícola, a que não foi alheio ciclone tropical de 25 de Setembro de 1713, levou a que em São Jorge fosse tal "a falta de mantimentos que chegou a morrer muita gente de fome". No Pico, o povo teve de recorrer a comer "socas e raízes" para sobreviver. Noutras ilhas também as colheitas falharam e grassou a fome. Como se tal não bastasse uma epidemia de peste provocou alguns milhares de mortos. No Pico terão morrido 5.000 pessoas e no Faial 500 pessoas, entre as quais 49 religiosos dos conventos da Horta.
- 1717 — Grande crise sísmica de 1717 na ilha Graciosa, causando grande destruição nas freguesias de Guadalupe e de Luz. Desta crise sísmica resultou o voto, ainda cumprido na actualidade, de fazer uma procissão desde o Guadalupe até a Ermida da Ajuda, no Monte da Ajuda em Santa Cruz da Graciosa.
- 1717-1718 — Epidemia no Faial - De Novembro de 1717 a Fevereiro de 1718 grassou no Faial uma epidemia de "pleurizes" (peste bubónica) que causou muitas mortes. Em Novembro morreu grande parte dos moradores dos Cedros, o mesmo acontecendo em Castelo Branco e Flamengos. Fizeram-se procissões e preces públicas.
- 1718 — Erupção em Santa Luzia do Pico - A 1 de Fevereiro, pelas 6 da madrugada, ouviu-se uma "espantosa trovoada que encheu de terror os hortenses" e iniciou-se uma erupção vulcânica entre as Bandeiras e Santa Luzia, surgindo torrentes de lava que rapidamente formaram um extenso mistério (o Mistério de Santa Luzia) que penetrou mar adentro. Ver localização do centro eruptivo.
- 1718 — Erupções em São Mateus e São João do Pico - Na madrugada do dia 2 de Fevereiro, com enormes estrondos acompanhados de violentos sismos deu-se uma explosão no lugar da Bragada, entre São Mateus e São João. Começou logo "o fogo a correr em caudalosas ribeiras para o mar, na distância de duas léguas, formando um vasto mistério". No dia 11 de Fevereiro rebentou no mar, a distância de 50 braças da terra, defronte da igreja de São João, emitindo grandes pedras ardentes que devastaram aquela freguesia. A 24 daquele mês, uma nova erupção iniciou-se no caminho que liga São João ao Cais do Pico em lugar sobranceiro à freguesia de São João. As erupções cessaram a 15 de Agosto, recomeçando em Setembro. A actividade terminou em princípios de Novembro. Ver localização do centro eruptivo.
- 1720 — Erupção no Soldão, Lajes do Pico - A 10 de Julho iniciou-se por "dezasseis bocas nas faldas do Pico, por detrás do cabeço do Soldão" uma erupção que "inundou de fogo" perto de uma légua quadrada, consumindo terras e vinhedos e destruindo 30 casas "cujos moradores salvaram suas vidas fugindo precipitadamente". A erupção foi precedida de numerosos sismos e perdurou até Dezembro daquele ano. Ver localização do centro eruptivo.
- 1720 — Erupção no Banco D. João de Castro origina uma ilha efémera - No dia 10 de Outubro viu-se da ilha Terceira, a alguma distância dela, sair do mar um grande fogo. Marítimos que foram observar de perto o fenómeno viram uma ilha toda de fogo e fumo, de onde uma prodigiosa quantidade de cinzas eram lançadas no ar com o ruído de um trovão. A erupção foi precedida de muitos tremores, sentidos na Terceira e na costa oeste de São Miguel. A ilha formada era quase redonda e suficientemente alta para ser avistada de 7-8 léguas de distância. Perdurou até finais de 1723, sendo desfeita pelo mar.
- 1730 — Sismo causa destruição na freguesia da Luz, Graciosa - A 13 de Junho um violento sismo provocou destruição generalizada na freguesia da Luz, ilha Graciosa.
- 1732 — Cheias provocam 5 mortos em São Jorge - A 6 de Dezembro grandes cheias provocaram destruição em São Jorge, matando 5 pessoas. Os lugares mais afectados foram Urzelina, Figueiras, Serroa e Velas.
- 1744 — Ciclone tropical causa grandes cheias - A 5 de Outubro "caíram nestas ilhas copiosíssimas chuvas que inundaram as terras correndo em caudalosas ribeiras". Em resultado dessas cheias, na Prainha do Galeão (Pico) morreram 7 pessoas arrastadas ao mar; na Prainha do Norte (Pico) morreram 6 pessoas e outras 5 pereceram em São Roque (Pico). Em São Miguel também houve mortes em Agua de Pau e nos Fenais.
- 1745-1746 — Mau ano agrícola provoca fome e emigração em massa - Em resultado das cheias de 1744 e do mau ano agrícola que se seguiu, em 1746 faltaram os cereais, havendo fome generalizada nos Açores. No Pico, o povo "recorreu a socas e raízes para manter a vida e faltando-lhe mesmo esse mísero alimento emigrou para as mais ilhas". Em resultado da desnutrição grassavam as doenças, fazendo grande mortandade. Face a esta situação, por alvará régio foi autorizada a emigração para o Brasil, tendo partido pelo menos 1600 pessoas.
- 1755 — Maremoto atinge os Açores - O Terramoto de Lisboa de 1 de Novembro de 1755 provocou o grande maremoto de 1755 (um tsunami) que atravessou a área oceânica onde os Açores se situam, afectando essencialmente as costas viradas a sul e sueste, direcção de onde as ondas se aproximaram das ilhas. O maremoto fez com que "estando o mar em ordinária tranquilidade, se elevou tanto em três contínuas marés ficando quase seca a sua profundidade por largo espaço". Assim, em Angra o mar entrou até à Praça Velha, causando grande destruição; no Porto Judeu o mar subiu "10 palmos acima da rocha mais alta"; na Praia, inundou o Paul e derribou 15 casas na costa até à Ribeira Seca, incluindo a ermida do Porto Martins. Morreram várias pessoas arrastadas pelo mar. Quase todos os portos dos Açores sofreram graves danos, ficando destruídas muitas embarcações. Em Ponta Delgada o mar subiu pelas ruas estragando muitos edifícios. Na Horta, o mar entrou pela Ribeira da Conceição, chegando aos moinhos de água "na altura de 8 palmos".
- 1757 — Grande terramoto de São Jorge: o Mandado de Deus - Em 9 de Julho de 1757 um dos mais violentos, senão o mais violento, dos terramotos de que há memória nos Açores atingiu a ilha de São Jorge causando destruição generalizada e formando muitas das actuais fajãs, entre elas a da Caldeira de Santo Cristo. O terramoto ficou conhecido na tradição popular pelo Mandado de Deus. Dos grandes deslizamentos resultou um maremoto que atingiu todo o Grupo Central. Pelo menos 1053 pessoas morreram em São Jorge e 11 no Pico. O terramoto foi tal que a norte desta ilha, distância de 100 braças, pouco mais, se levantaram dezoito ilhotas, umas maiores que outras. Apareceram todas na manhã do dia 10 [de Julho]. É navegável o mar entre as ditas, e a ilha. Nas Fajãs dos Vimes, São João e Cubres, se moveu a terra, voltando-se do centro para cima, de sorte que nelas não há sinal [de] onde houvesse edifício. No Faial o sismo foi sentido sem causar grandes danos.
- 1759-1760 — Crise sísmica de 1759-1760 no Faial - Em 24 de Dezembro de 1759 foi sentido um grande sismo no Faial, seguido de muitas réplicas. A 4 de Janeiro um sismo ainda maior causou o pânico, tendo sido deliberado ir "à Praia do Almoxarife a buscar a imagem do Senhor Santo Cristo que em solene procissão trouxeram para a igreja da Misericórdia". A crise sísmica apenas deixou de ser sentida em Maio, tendo-se celebrado solene Te-Deum.
- 1761 — Erupção vulcânica no Pico Gordo, Terceira - Sentiam-se desde 22 de Novembro de 1760 grandes e violentos tremores que continuaram até 14 de Abril do ano seguinte, dia em que tremeu a terra estranhamente. No Faial os sismos eram sentidos, "ainda que brandos". A 17 de Abril iniciou-se a erupção nas proximidades do Pico Gaspar, a W do Pico Gordo, sendo emitidas lavas traquíticas muito viscosas que formaram uma doma. A 21 de Abril, nova erupção, desta vez a leste do Pico Gordo, na Criação do Chama, iniciou a emissão de lavas basálticas muito fluidas que formaram três correntes de lava, uma das quais atingiu os Biscoitos, onde soterrou 27 casas, terminando nas imediações da igreja de São Pedro, a cerca de 7 km do local da erupção.
- 1761 — Ciclone tropical atinge o Grupo Central - A 29 de Setembro de 1761 foi a Terceira atingida por um temporal "por efeito do qual ficaram derribadas muitas casas e arrancadas muita quantidade de árvores". Copiosas chuvas fizeram transbordar as ribeiras.
- 1779 — Ciclone tropical atinge o Grupo Central - Na noite de 30 para 31 de Outubro levantou-se um rijo temporal que trouxe à costa 7 navios e arruinou as muralhas da Horta.
- 1779 — Epidemia nas Flores - Grassaram neste ano na ilha das Flores febres mortíferas de que morreu muita gente.
- 1785 — Mau ano agrícola provoca fome - Foi este ano muito escasso em cereais em todo o arquipélago. Na ilha das Flores morreram algumas pessoas de falta de alimentos.
- 1787 — Crise sísmica na Graciosa - Em Março deste ano, uma crise sísmica abalou a ilha Graciosa sem, contudo, causar danos consideráveis.
- 1792 — Enchente de mar vila de Velas, São Jorge - A 23 de Janeiro deste ano, foi "tão impetuosa a bravura do mar" que derrubou a muralha de protecção, destruiu uma casa e danificou outras, ameaçando atingir a praça defronte da Matriz de Velas.
- 1800 — Terramoto no NE da Terceira - Na tarde do dia 24 de Junho, um terramoto destruiu boa parte dos edifícios das freguesias do NE da Terceira, atingindo mais intensamente as povoações situadas entre a Vila Nova e a vila de São Sebastião. Foi seguido de uma grande réplica a 29 de Dezembro. Não causou mortos, mas os danos materiais foram grandes. Leia mais sobre o terramoto de 1800.

## 1801-1900
- 1801 — Terramoto de 1801 em São Sebastião (Terceira) - Na sequência do terramoto do ano anterior, novo sismo, de maior intensidade, atingiu as mesmas freguesias. A povoação mais atingida foi a vila São Sebastião, onde provocou dois mortos. A destruição foi generalizada, particularmente em São Sebastião, Fonte do Bastardo, Praia e Cabo da Praia. O evento ficou conhecido pelo Terramoto de 1801.
- 1808 — Erupção do Vulcão da Urzelina, São Jorge - Depois de várias semanas em que ocorreram muitos sismos, no dia 1 de Maio a terra tremeu tão frequentemente que se contavam oito tremores por hora, alguns tão fortes que espalharam o pânico entre a população. Por volta do meio dia foi ouvido um grande estrondo acompanhado pelo aparecimento de uma grande nuvem de fumo por sobre os montes sobranceiros à Urzelina. A breve trecho, a nuvem engrossou e subindo ao mais alto ceo fez arco sobre parte da freguezia de Manadas e da da Urzelina, … já mostrando nas redobradas e negras nuvens uns incumbrados montes, umas medonhas furnas. A erupção destruiu muitas casas, vinhedos e campos cultivados. A 17 de Maio, quando o vigário acompanhado por populares tentava salvar algumas coisas da igreja da Urzelina, uma nuvem ardente abateu-se sobre o local queimando mortalmente trinta e tantas pessoas: uns com os couros das mãos e pés pendurados, outros tão inchados e pretos que se não conheciam, outros com as pernas quebradas, e alguns expirando, todos pedindo Sacramentos, e apenas os receberam alguns logo expiraram. Existe no Arquivo Histórico Ultramarino uma aguarela mostrando a erupção vista do Faial. A erupção ficou conhecida na história dos Açores pelo Vulcão da Urzelina.
- 1811 — Erupção vulcânica submarina ao largo da Ferraria, ilha de São Miguel, cria a ilha Sabrina - Uma poderosa erupção submarina criou um ilhéu ao largo da Ponta da Ferraria, matando muito peixe. A ilhota era de forma circular e foi reclamada para a coroa britânica pelo comandante de um navio de guerra inglês, a fragata HMS Sabrina, então surto em Ponta Delgada. Em terra os sismos fizeram ruir rochedos e arruinaram muitas casas. A ilhota desapareceu nos anos seguintes.
- 1811 — Epidemia de varíola na Terceira - Neste ano grassou uma terrível epidemia de bexigas, de tal forma que "poucos foram os meninos que não morressem delas, e mesmo dos adultos nenhum escapou que as não tivesse, falecendo uma grande parte".
- 1811 — Grande tempestade provoca destruição e morte na Terceira - Na noite de 3 para 4 de Dezembro "levantou-se uma tão grande tempestade de vento sudoeste, entre uma chuva grossa e relâmpagos de tamanha força, que igual não havia memória entre os presentes". Todo o Grupo Central foi atingido. Ventos ciclónicos e chuvas diluvianas destruíram muitas casas, arrancaram muitas árvores, derribaram paredes e causaram cheias. As ribeiras transbordaram na Vila Nova, Agualva, Serreta e Santa Bárbara, matando muita gente e muitos gados. O mar entrou no Porto Judeu, Porto Martim, Praia e São Mateus, causando grandes estragos. O vento e a ressalga não deixaram folha verde, o que causou grande fome para os gados. No porto de Angra naufragaram sete navios, causando muitos mortos.
- 1812 — Mau ano agrícola provoca grave crise alimentar em São Jorge e Terceira - Um mau ano agrícola em 1811, agravado por uma forte tempestade em Dezembro, levou a que no início de 1812 grassasse a fome em São Jorge. Em Março na Câmara Municipal de Velas recebeu-se uma proposta de importação de milho para "sublevar a misérrima necessidade e falta de mantimentos que actualmente padece o povo".
- 1813 — Cheia provoca mortos na Terceira - Em Setembro deste ano, grandes chuvadas nas encostas da Serra de Santa Bárbara (certamente resultado de uma tempestade tropical) provocaram o extravasamento das ribeiras. A igreja de São Bartolomeu foi inundada e várias casas das imediações destruídas, morrendo 5 pessoas. Em Santa Bárbara também houve mortos. Há tradição oral de grandes enchentes nas Doze Ribeiras e Altares (será do mesmo acontecimento?). Leia mais sobre a cheia de 1813.[3]
- 1817 — Crise sísmica na Graciosa - Uma crise sísmica abalou a ilha Graciosa sem causar grandes danos.
- 1837 — Crise sísmica na Graciosa - Houve naquela ilha "grande susto por causa dos terramotos que a visitaram de 12 de Janeiro aos fins de Fevereiro; o de 21 de Janeiro foi tão grande na vila da Praia que não deixou casa sem alguma ruína. A igreja da Luz na sua figura ficou quase por terra; os povos experimentaram um viver de martírio".
- 1839 — Vendaval de 5 de Dezembro do 1839 - Os portos do Porto Martins, Praia da Vitória e São Mateus sofreram consideravelmente e toda a cortina do cais do Porto de Angra, do lado do Oeste, ficou inteiramente arrasada, parecendo incrível que o mar pudesse arrojar sobe o mesmo cais penedos de um tão enorme tamanho. No cerrado grande, ao Pico Redondo, mais de 200 grossos pinheiros foram quebrados ou arrancados. Paredes e muros de vinhas, raros foram os que ficaram em pé e algumas pequenas casas tiveram igual sorte. Pareceu que «se tão horrível borrasca durasse mais duas horas talvez que tivéssemos de chorar a desaparição da Vila da Praia da Vitória, Porto Martins e algumas outras povoações da costa».[4] Na ilha de São Miguel este mesmo vendaval foi mais intenso e na cidade e nos arredores da costa fez estragos horrorosos.
- 1841 — Segunda Caída da Praia - terramotos de 15 de Junho na Praia da Vitória e nas Fontinhas, Terceira - Desde a manhã de 12 de Junho que se vinham sentindo na Terceira, mas com particular incidência no Ramo Grande, numerosos sismos. A 13 de Junho alguns sismos mais intensos provocaram alguns danos nos edifícios e forçaram os moradores da Praia e freguesias vizinhas a abandonar as suas casas. Na madrugada do dia 14 violentos sismos provocaram ainda maiores danos. Pelas 3h 25m da madrugada de 15, um violento sismo causou enorme destruição na Praia da Vitória e nas Fontinhas e danos generalizados em todas as freguesias do leste e nordeste da Terceira entre São Sebastião e a Agualva. Desde o areal até à Cruz do Marco ficou uma fissura no terreno marcando a posição da falha que por ali passa. A destruição foi maior nas Fontinhas, freguesia onde ruíram todos os edifícios. Dado que os habitantes tinham já abandoado as casas, ninguém morreu. Ficaram contudo danificadas centenas de casas em Santa Cruz da Praia, Fontinhas, Lajes, São Brás, Vila Nova, Agualva, Cabo da Praia, Porto Martins, Fonte do Bastardo e São Sebastião. Destas casas muitas tiveram de ser reconstruídas. A reconstrução foi apoiada por uma "Comissão dos Soccorros".
- 1842 — Cheia provoca grandes danos nas Velas - No Domingo da Trindade grandes chuvadas provocaram inundação de parte da vila de Velas. Na praça junto à Câmara a enxurrada foi tal que em algumas casas saiu a "água pelas janelas de sacada".
- 1844 — Seca na Graciosa obriga à importação de água - No Verão de 1844 ocorreu uma seca que para além de afectar gravemente as produções agrícolas pôs em risco a sobrevivência de pessoas e animais. José Silvestre Ribeiro, que então servia de Governador Civil em Angra, proveu a ilha prontamente com 90 pipas de água e mandou abrir poços e valas. Na noite de 20 de Agosto uma forte chuvada veio aliviar a crise.
- 1846-1847 — Fome em São Jorge - Um mau ano agrícola, associado à grande densidade populacional de então, leva à "penúria de cereais e falta de batata" em São Jorge, sendo necessário recorrer à "Comissão de Socorros de Bocca" de São Miguel para evitar a catástrofe alimentar.
- 1848 — Sismo causa 9 mortos em São Miguel - Um forte sismo causou graves danos na Várzea, Feteiras, Candelária e Ginetes, causando 9 mortes e avultados estragos. Uma aurora boreal no dia 7 de Outubro, e outra a 17 do mesmo mês, causou o pânico entre os sinistrados.
- 1852 — Crise sísmica em São Miguel - Uma crise sísmica abalou a ilha de São Miguel sem causar grandes danos.
- 1856 — Mar invade a vila de Velas e provoca naufrágio - A 6 de Janeiro, Dia de Reis, "levantou-se o mar com tal fúria que produziu uma terrível enchente". A escuna Leonor que estava surta no porto naufragou provocando a morte a todos os tripulantes que estavam a bordo. O mar levou casas e barcos e galgou a zona da Conceição, chegando às paredes da cerca de São Francisco (hoje Centro de Saúde), que parcialmente derribou.
- 1857-1859 — Fome em São Jorge - Um ciclone tropical atingiu o Grupo Central no dia 24 de Agosto de 1857 provocando a destruição total dos milharais, então a principal produção alimentar da ilha de São Jorge. Daí resultou penúria generalizada, pelo que no início de 1858 "estava no concelho de Velas, toda a ilha, e suas vizinhas, manifestada a fome com as suas negras côres". Os anos seguintes foram também maus anos agrícolas pelo que a crise alimentar se manteve até 1859. Foi preciso recorrer a subscrições públicas, incluindo uma nos EUA, organizada pela família Dabney, para evitar que se morresse à fome.
- 1862 — Crise sísmica no Faial - A partir de Setembro foram sentidos inúmeros sismos. Em Outubro os sismos eram tão frequentes que os habitantes da Horta não se atreviam a dormir nas suas casas, o que "obrigou a maior parte dos habitantes da cidade a construir barracas para dormir". Na crise os faialenses recorreram à milagrosa imagem do Senhor Santo Cristo da Praia do Almoxarife, que foi trazido para a cidade em devota procissão. Em finais de Outubro eram já raros os sismos e a crise terminou sem grandes danos. Em Dezembro, o aparecimento de fosforescência no mar e o registo visual de uma aurora boreal causou pânico generalizado.
- 1867 — Erupção submarina ao largo da Serreta, Terceira - Na noite de 1 para 2 de Junho, após muitas semanas de intensa sismicidade, que provocou grandes danos nas freguesias de Serreta, Raminho e Altares, iniciou-se uma erupção submarina a cerca de 9 milhas da Ponta da Serreta. A erupção estendia-se por uma faixa de mais de 2,5 milhas de comprido na direcção EW e terminou cerca de um mês depois. O local onde ocorreu é sensivelmente o da erupção de 1998/1999. Ainda se realiza anualmente, a 31 de Maio, a "procissão dos abalos" na freguesia do Raminho, comemorando o acontecido. O episódio ficou conhecido pelo Vulcão da Serreta.
- 1877 — Fome em São Jorge - Um mau ano agrícola em 1876, associado à grande densidade populacional de então, leva, mais uma vez, à "falta de cereais e fome" em São Jorge, sendo necessário recorrer à importação de milho e trigo para evitar a catástrofe alimentar.
- 1887 —  A 24 de Agosto de 1887 um furacão provocou grandes estragos no Grupo Central.
- 1889 — Na noite de 10 para 11 de Setembro  um forte ciclone provocou grandes danos em todas as ilhas.
- 1891 — Na noite de 23 para 24 de Julho deste ano registaram-se grandes inundações na ilha Terceira, destruindo muitas habitações.
- 1893 — Furacão provoca grande destruição no Grupo Central - A 28 de Agosto a maior tempestade de que há memória nos Açores atingiu o Grupo Central, provocando grande enchente de mar e arruinando casas, igrejas e palheiros. Também os portos foram severamente atingidos com perda de muitas embarcações. A destruição dos milhos nos campos causou fome generalizada no ano seguinte. A ilha de São Jorge foi severamente atingida, particularmente o Topo. Os danos do Furacão de 1893 ainda são visíveis nalguns pontos da costa, nomeadamente na antiga, e hoje abandonada, Igreja Velha de São Mateus da Calheta, na Terceira, e nas ruínas da Baía do Refugo, no Porto Judeu.
- 1899 — Grande enchente de mar em São Jorge - Na madrugada de 3 de Fevereiro, uma grande tempestade marítima atingiu as costas viradas a sul. Em São Jorge, o mar galgou a terra matando uma pessoa nas Velas e provocando enorme destruição na Conceição e zonas adjacentes.
- 1899 — Furacão atinge o Grupo Central - A 17 de Outubro um furacão atravessou o Grupo Central provocando destruição generalizada das habitações e perda de colheitas e de gados. Em São Jorge verificaram-se os maiores danos.

## 1901-2000
- 1907 — Erupção submarina na Fractura Mónaco - A 1 de Abril detectou-se uma pequena erupção a cerca de 400 m de profundidade no Banco Mónaco (SSW de S: Miguel). Emitiu cinzas e provocou o corte do cabo submarino São Miguel - Faial.
- 1911 — Erupção submarina na Fractura Mónaco - Em Março detectou-se uma pequena erupção a cerca de 200-300 m de profundidade a SSW da de 1907. Terá durado apenas algumas horas.
- 1926 — Terramoto da Horta - A partir de Abril deste ano a ilha do Faial foi sacudida por uma série de sismos de intensidade variável, um dos quais, a 5 de Abril, provocou danos em edifícios nas freguesias de Flamengos, Ribeirinha e Conceição, particularmente nos lugares de Farrobo, Lomba e Espalhafatos. A 31 de Agosto, pelas 8 h 42 min., a ilha foi sacudida por um violento sismo que provocou 8 mortos, mais de 200 feridos e destruição generalizada na cidade da Horta, especialmente na freguesia da Conceição, e nas freguesias de Praia do Almoxarife (onde das 220 casas apenas 16 ficaram habitáveis), Flamengos, Feteira e Castelo Branco e na zona compreendida entre a Lomba do Pilar e o Salão. Ao todo ficaram derrubadas, total ou parcialmente, 4138 casas.
- 1946 — No dia 4 de Outubro de 1946 um furacão assolou o arquipélago açoriano, provocando prejuízos materiais de grande monta, particularmente nas ilhas do Grupo Central.[5]
- 1952 — A 28 de Fevereiro de 1952 um grande ciclone destruiu estradas e portos nas costas voltadas a sul e sudoeste de todas as ilhas do Grupo Central.[6]
- 1957-1958 — Erupção dos Capelinhos, Faial - De 16 a 27 de Setembro de 1957 sentiram-se na ilha do Faial mais de 200 abalos de terra, de intensidade geralmente fraca. A 27 de Setembro iniciou-se uma erupção submarina a cerca de 1 km de distância da Ponta dos Capelinhos. A erupção evoluiu formando primeiro uma ilha que, com o aparecimento de um istmo, se ligou a terra. O vulcão manteve-se em actividade até Outubro de 1958. O tremor associado ao vulcão e a queda de cinzas e materiais de projecção provocaram a destruição generalizada das habitações e campos do oeste do Faial. Legislação passada pelo Congresso dos EUA permitindo a imigração de açorianos desencadeou um êxodo de que a demografia das ilhas ainda não recuperou.
- 1963 — Crise sísmica e erupção submarina frente a Santo Luzia, Pico - Entre os dias 12 e 15 de Dezembro, os sismógrafos instalados no Faial registaram tremor vulcânico com foco ao largo do lugar do Cachorro, Santo Luzia, costa norte da ilha do Pico. O tremor foi contínuo nos dias 13 e 14 de Dezembro. A 15 de Dezembro, com bom tempo e boa visibilidade, diversas pessoas do Faial e Pico avistaram "bolas ou nuvens de vapor" saindo do mar frente ao Cachorro. Não foi recolhido qualquer material e o fenómeno não voltou a ser avistado, não se registando quaisquer danos.
- 1964 — Crise sísmica dos Rosais, em São Jorge - Uma crise sísmica abalou a parte oeste da ilha de São Jorge, provocando grande destruição nos Rosais e nas Velas. Ficaram danificadas mais de 900 casas e 400 destruídas. Espalhou-se o pânico na ilha, levando à evacuação de grande número de jorgenses para a Terceira e outras ilhas. Esta crise esteve associada a uma erupção submarina ao largo da Ponta dos Rosais.
- 1973 — Crise sísmica no Pico e Faial - A partir de 11 de Outubro começaram a ser sentidos numerosos sismos nas ilhas do Pico, Faial e São Jorge, com particular destaque para a freguesia de São Mateus e o lugar da Terra do Pão, na ilha do Pico. A 23 de Novembro, pelas 12 h 36 min., registou-se um violento sismo (grau 7/8 da escala Wood-Neumann) com epicentro próximo a Santo António, no Pico. O sismo provocou graves danos, com muitas casas parcialmente destruídas, muros caídos e estradas obstruídas, nas freguesias de Bandeiras, Santa Luzia, Santo António, e São Roque, na costa norte do Pico, na freguesia de São Mateus, na costa sul do Pico, e ainda nas freguesias de Conceição, Matriz e Flamengos, na ilha do Faial.
- 1980 — Terramoto de 1980 nas ilhas Terceira, São Jorge e Graciosa - Pelas 16h 42m (hora local) do dia 1 de Janeiro de 1980, ocorreu um sismo com intensidade 7.2 na escala de Richter, uma profundidade hipocentral de 10–15 km e com epicentro situado no mar cerca de 35 km a SSW de Angra do Heroísmo. Provocou destruição generalizada dos edifícios na cidade de Angra do Heroísmo, na vila de São Sebastião e nas freguesias do W e NW da Terceira, nas freguesias do Topo e Santo Antão, em São Jorge, e ainda no Carapacho e Luz, Graciosa. Morreram 71 pessoas (51 na Terceira e 20 em São Jorge) e ficaram mais de 400 com ferimentos. Ficaram danificadas mais de 15 500 casas, causando cerca de 15 000 desalojados.
- 1981 — Erupção submarina na Fractura Mónaco - Em princípios Julho uma pequena erupção submarina a cerca de 300 m de profundidade foi detectada no Banco Mónaco (SSW de São Miguel), com emissão de gases e de material basáltico.
- 1986 — Uma grande tempestade a 15 de Fevereiro de 1986, com ventos que atingiram os 260 Km/h, provocou grandes prejuízos em habitações e a destruição de várias embarcações. Milhares de árvores foram partidas nas ilhas dos Grupos Ocidental e Central, ficando todas as florestas desprovidas de folhas. A rebentação das ondas atingiu os 60 metros de altura na ilha do Faial.
- 1989 — Sismo em São Miguel - Um sismo de grande intensidade com epicentro na zona da Lagoa do Congro provocou vários estragos nas habitações da freguesia de Água d' Alto, concelho de Vila Franca do Campo.[7]
- 1995 — A 2 de Novembro de 1995 o furação Tanya atingiu as ilhas do Grupo Ocidental e Central. Foram arrancados telhados e muitas árvores centenárias derrubadas.
- 1996 — Temporais assolaram os Açores - No final do ano de 1996, os Açores foram assoladas por fortes temporais, atingindo a dimensão de calamidade pública sobretudo nas Ilhas de São Miguel e Flores e em menor escala noutras ilhas como Pico, Graciosa e Corvo. As torrenciais chuvadas acompanhadas de rajadas de vento e de enormes ondas do mar, arrastaram pedregulhos e troncos de árvores, inundando e danificando habitações, casas comerciais, ruas e viaturas. Varreram e destruíram sementeiras, produções agrícolas, pastagens, animais, viadutos, pontes, ribeiras, portos, navios e barcos de pesca.
- 1997 — Erupção submarina no Banco D. João de Castro - Na primavera de 1997 a intensa actividade microssísmica registada naquela área, acompanhada de numerosos pequenos sismos (I a III da escala de Mercalli) sentidos na Terceira e em São Miguel levam a admitir a ocorrência de uma erupção submarina, a grande profundidade, no Banco D. João de Castro.
- 1997 — Deslizamentos de terras na Ribeira Quente, São Miguel - Em 31 de Outubro de 1997, após mais de uma semana de chuvadas intensas, que culminou com cerca de duas horas de precipitação excepcional na madrugada de 31 de Outubro, ocorreu um deslizamento na encosta do Outeiro das Freiras, sobranceira à povoação de Ribeira Quente, ilha de São Miguel, provocando 29 mortos, 3 feridos graves e levando ao desalojamento de 36 agregados familiares, num total de 114 pessoas. Particularmente afectada foi a Canada da Igreja Velha, onde diversas habitações ficaram soterradas.
- 1998 — Sismo de 9 de Julho, Faial, Pico e São Jorge - Pelas 5:19 da madrugada um sismo de magnitude 5,6 na escala de Richter com epicentro a NNE da ilha do Faial provocou a destruição generalizada das freguesias de Ribeirinha, Pedro Miguel, Salão e Cedros na ilha do Faial e fortes danos em Castelo Branco (Lombega), Flamengos e Praia do Almoxarife, também do Faial. Também atingidas foram várias localidades da ilha do Pico. No extremo oeste da ilha de São Jorge (Rosais) o sismo provocou grandes desabamentos de falésias costeiras. Morreram 8 pessoas, todas no Faial. Ficaram desalojadas 1700 pessoas.[8]
- 1999-2000 — Erupção vulcânica submarina ao largo da Serreta, Terceira, correspondente a uma reactivação do Vulcão Submarino da Serreta - Foram registados microssismos na área a partir de 25 de Novembro de 1998. Pescadores detectaram a erupção a 18 de Dezembro. A erupção decorreu de forma intermitente com emissão de gases e de lava basáltica. Não provocou sismicidade sentida. A erupção foi gradualmente desaparecendo ao longo do ano 2000.

## 2001-atualidade
- 2005 — Crise sísmica na ilha de São Miguel (Sistema Fogo - Congro).[9][10] Vários sismos sentidos pela população entre maio e outubro. Foram registados alguns danos e deslizamentos de terras provocados pelos sismos.[11]
- 2006 — Em setembro, dois furacões passam pelos Açores, o primeiro o Furacão Gordon que passou pelo grupo Central e Oriental[12] e o segundo o Furacão Helene que passou a norte do grupo ocidental.[13]
- 2009 — Cheias de 15 de dezembro de 2009 em Agualva, no concelho da Praia da Vitória. Grande inundação seguida de derrocadas, desabamentos, destruição de casas e carros na Freguesia de Agualva. Meia centena de habitações ficaram gravemente afetadas e foi registada uma morte.
- 2010 — A 1 de março, devido à chuva forte que se sentiu nesse dia na ilha de São Miguel, uma derrocada provocou a queda de um autocarro para uma ribeira na Algarvia, Nordeste. Dois ocupantes da viatura acabaram por falecer (o condutor e uma criança) e outros dois ficaram feridos.
- 2010 — Mau tempo provocou deslizamentos de terras na Fajãzinha, na ilha das Flores.
- 2012 — Na tarde de 11 de maio, chuva forte provocou várias inundações e deslizamentos de terras na zona da Bretanha (Remédios, Ajuda da Bretanha e Pilar da Bretanha), no norte do concelho de Ponta Delgada, ilha de São Miguel. Foram registados estragos em estradas e habitações.[14][15]
- 2012 — 19 de agosto, o Furacão Gordon passa entre as Ilhas de São Miguel e Santa Maria, provocando alguns estragos pouco significativos em Santa Maria.[16][17] Em setembro, a tempestade tropical Nadine atingiu o arquipélago por duas vezes.[18][19]
- 2013 — Inundações na freguesia do Porto Judeu: A ribeira do Porto Judeu transbordou e invadiu o centro da freguesia, 20 habitações foram afetadas e 30 pessoas ficaram desalojadas.
- 2013 — Deslizamento de terras na freguesia do Faial da Terra em São Miguel, provocou 3 mortos e estragos em diversas habitações.[20][21]
- 2015 — A 14 de dezembro, as escolas dos Grupos Central e Oriental do arquipélago foram encerradas na sequência do alerta vermelho emitido pelo Serviço Regional de Proteção Civil e Bombeiros dos Açores, devido à passagem de uma depressão muito cavada. Nesse mesmo dia, o mar causou estragos na orla marítima da freguesia de São Roque, em Ponta Delgada. Também parte do molhe do Porto de Ponta Delgada foi destruído pelas ondas do mar. Um homem acabou por falecer devido aos ferimentos graves que sofreu enquanto limpava os estragos na Avenida do Mar, em São Roque.[22][23][24][25][26]
- 2015 — Enxurrada arrastou carros em São Miguel. A chuva intensa que caiu nos dias 24 e 25 de dezembro no concelho da Ribeira Grande, provocou uma enxurrada no dia de Natal que arrastou cerca de 20 carros na freguesia de Santa Bárbara.[27]
- 2016 — A 14 de janeiro, um ciclone que surgiu no mar das caraíbas e deslocou-se para sul do arquipélago formando-se no Furacão Alex. O Serviço Regional de Proteção Civil e Bombeiros dos Açores voltou a emitir um alerta vermelho para as ilhas dos Grupos Central e Oriental. Todos os serviços públicos como escolas, tribunais e a Universidade dos Açores foram encerrados. O mau tempo voltou a fazer estragos, principalmente em São Roque. Devido ao mau tempo, um helicóptero da Força Aérea não conseguiu fazer o transporte de uma doente das Flores para o Hospital da Horta, no Faial. A doente acabou por falecer (vítima indireta).
- 2017 — A 14 de outubro o Furacão Ophelia atinge as ilhas do grupo oriental (São Miguel e Santa Maria) com categoria 3, mas sem causar danos graves. Apenas foram registadas quedas de árvores, pequenas inundações e derrocadas.[28]
- 2017 — Raio atinge centro de Ponta Delgada[29] a 23 de novembro. Um episódio de chuva e de trovoada intensa e repentina[30] que também provocou pequenas inundações e alguns estragos em aparelhos elétricos.[31]
- 2017-2018 — De dezembro de 2017 a agosto de 2018, o arquipélago foi afetado por um período de seca. Várias culturas agrícolas foram afetadas contabilizando-se elevados prejuízos.[32][33][34]
- 2018 — A 12 de Fevereiro nova crise Sísmica em São Miguel. Foram registados pelo CIVISA (Centro de Informação e Vigilância Sismovulcânica dos Açores) mais de 300 microssismos na zona localizada entre o Vulcão do Fogo e o Sistema Vulcânico Fissural do Congro. Cerca de 30 sismos foram sentidos pela população nas zonas compreendidas entre Rabo de Peixe e Fenais da Ajuda, e Água de Pau e Povoação. Todos os sismos foram de baixa magnitude.[35][36]
- 2018 — A 2 de março um sismo de magnitude 4,3 na escala de Richter abalou a parte oeste e central da ilha de São Miguel. O sismo foi sentido pela população. O seu epicentro localizava-se no mar, e não causou estragos.[37][38]
- 2018 — Tempestade Tropical Helene afeta o arquipélago a 15 de setembro, sendo as ilhas mais afetadas as do grupo ocidental (Flores e Corvo).[39][40][41]
- 2018 — Chuva forte provoca derrocada em São Jorge e inundações na Terceira.[42]
- 2019 — 16 de junho: Mau tempo provocou várias inundações e nove desalojados na ilha Terceira. Nas ilhas de São Jorge e São Miguel também foram registados alguns estragos.[43]
- 2019 — 29 de agosto: Na sequência das chuvas intensas, ocorreram deslizamentos de terras e inundações em São Lourenço na ilha de Santa Maria. Duas pessoas foram realojadas.[44][45]
- 2019 — Valores de precipitação registados no arquipélago ultrapassaram em larga escala os valores normais no mês de agosto.[46]
- 2019 — Furacão Lorenzo afetou o arquipélago, em especial as ilhas das Flores, Corvo, Faial e Pico nos dias 1 e 2 de outubro. O Plano Regional de Emergência de Proteção Civil dos Açores foi ativado[47][48] e foram emitidos diversos alertas.[49] As escolas e outros serviços foram encerrados.[50] Durante este período foram registadas 255 ocorrências, sobretudo relacionadas com obstruções de vias, danos em habitações, quedas de árvores, inundações e galgamentos costeiros. A destruição de uma parte/troço do molhe e do edifício da Portos dos Açores, no porto das Lajes das Flores foi dado como o maior prejuízo. Foram realojadas 53 pessoas, na sua maioria na ilha do Faial, e evacuadas cerca de outras 50 por precaução, na zona costeira das Lajes do Pico. Não se registou qualquer vítima.[51]